# Peter Klinar
Peter Klinar, slovenski sociolog, *22. marec 1934, Ljubljana, † 10. april 1994, Kranjska Gora.
Peter Klinar je doktoriral leta 1974 na Fakulteti za sociologijo, politične vede in novinarstvo (zdaj Fakulteta za družbene vede) Univerze v Ljubljani, kjer je deloval in predaval od 1961, 1983-85 je bil dekan in od 1991 tudi prvi predstojnik Oddelka za sociologijo. 1980-83 je predsedoval Slovenskemu sociološkemu društvu, ki ga je razglasilo za častnega člana. Velja za utemeljitelja socioloških vidikov mednarodnih migracij. Kot sociolog je poznan po naslednjih ključnih temah: sociološki vidiki mednarodnih migracij, družbena neenakost, razrednost, slojevitost, družbena mobilnost, procesi sodobnih medetničnih odnosov, medetnični odnosi v jugoslovanski družbi in etnična identiteta ter pojavi nacionalizma v slovenski družbi. Njegova najbolj znana dela (monografije) so:
- Mednarodne migracije: sociološki vidiki mednarodnih migracij v luči odnosov med imigrantsko družbo in imigrantskimi skupnostmi (1976)
- Poglavja iz razredne in slojevske strukture družbe (1979)
- Mednarodne migracije v kriznih razmerah (1985)
- Etnične avtohtone in imigrantske manjšine (1986)
- Razmerja med razredi, sloji ter etničnimi skupinami z vidika družbene mobilnosti in migracij (1987).
- Sociologija in teorija mednarodnih migracij (~800 str., urednik Niko Toš, 2023)

## Življenje
Peter Klinar se je rodil 22. marca 1934 v Ljubljani, umrl je 10. aprila 1994 v Kranjski Gori. Klasično gimnazijo je končal v Ljubljani in nadaljeval šolanje na Pravni fakulteti v Ljubljani, kjer je leta 1957 diplomiral. Magistriral je leta 1967 na Visoki šoli za politične vede z naslovom Vloga političnih partij v zakonodajnem procesu meščanske predstavniške demokracije. Leta 1974 je na Fakulteti za sociologijo, politične vede in novinarstvo v Ljubljani doktoriral z doktorsko disertacijo Sociološki vidiki mednarodnih migracij v luči odnosov med imigrantsko družbo in imigrantskimi skupnostmi
.
Med letoma 1957 in 1961 je deloval kot sodnik Okrajnega sodišča v Celju. Pozneje se je zaposlil na Visoki šoli za politične vede oz. kasnejši Fakulteti za sociologijo, politične vede in novinarstvo, kjer je leta 1980 dobil naziv rednega profesorja za občo sociologijo. Bil je nosilec predmeta Obča sociologija. Od leta 1961 pa vse do svoje smrti je seznanjal študente na dodiplomski ravni s temeljnim sociološkim znanjem. Prav tako je sodeloval pri izvajanju podiplomskih družboslovnih programov nekaterih drugih strok (kot na primer medicina) in sodeloval na drugih univerzah v bivši Jugoslaviji tako na diplomskem kot podiplomskem študiju. Sodeloval je tudi v številnih znanstvenih raziskovalnih projektih znotraj jugoslovanskih meja in v mednarodnem okviru. Med drugim je bil del raziskovalnega komiteja za sociologijo migracij Mednarodnega sociološkega združenja (ISA). Deloval je tudi v okviru slovenske raziskovalne skupnosti in bil član strokovnih edicij in uredniških odborov revij. Zaslužen je za profesionalno uveljavitev in institucionalno ureditev sociologije na slovenskih tleh.
Nekaj let je bil predstojnik katedre za sociologijo na FSPN, v dveh mandatih je bil prodekan, v obdobju od 1983 do 1985 pa dekan FSPN. Ob reorganizaciji in preimenovanju fakultete v FDV 1991 je postal prvi predstojnik novoustanovljenega Oddelka za sociologijo na njej. 
Leta 1989 je Peter Klinar skupaj s soavtorji, sodelavci - raziskovalci javnega mnenja (Niko Toš, Boštjan Markič, Zdenko Roter in Cveto Trampuž) prejel nagrado Sklada Borisa Kidriča za delo Slovensko javno mnenje 1987 in druge znanstvene publikacije v letih 1987 in 1988.

## Delo
Peter Klinar velja za utemeljitelja socioloških vidikov mednarodnih migracij in je eden od začetnikov sistematičnega empiričnega raziskovanja slovenskega javnega mnenja, saj je bil soustanovitelj programa z naslovom Slovensko javno mnenje 1968. Zaslužen je tudi za razvoj in uveljavitev programov družboslovne publicistike. Na tem področju je bil snovalec, član uredniškega kolegija Teorije in prakse in urednik knjižne zbirke Teorija in praksa.
Svoje delo je objavil v samostojnih publikacijah in v mnogih člankih in poročilih v strokovnih revijah in zbornikih tako v bivši Jugoslaviji kot v tujini. Njegovi prispevki so izšli v publikacijah v Leipzigu (1965), Torontu (1976), Stockholmu (1981), New Yorku (1984), Frankfurtu (1985) in podobno.
Njegovo pionirsko delo je knjiga Mednarodne migracije: sociološki vidiki mednarodnih migracij v luči odnosov med imigrantsko družbo in imigrantskimi skupnostmi (1976). Gre za prvo študijo v Sloveniji, ki se je sistematično ukvarjala s to temo, prva sistematična sociološka predstavitev migracij v slovenskem jeziku. V svojih preostalih knjigah se je ukvarjal z raziskovanjem druge generacije migrantov, z integracijskimi in dezintegracijskimi dejavnikih v mednacionalnih odnosih v bivši Jugoslaviji, s kvaliteto življenja v Sloveniji v kriznih razmerah, z vrednotenjem dela in poklicev in z življenjskim stilom Slovencev.

## Klinarjeve nagrade
Fakulteta za družbene vede od leta 1997 podeljuje t. i. Priznanja iz Klinarjevega sklada za najboljšo diplomsko, magistrsko ali doktorsko nalogo s področja etničnih skupin, migracij ali družbene slojevitosti in priznanje za najboljše delo (diplomska ali magistrska nalogo ali doktorat), ki temelji na podatkih iz Arhiva družboslovnih podatkov na FDV (katerakoli tema).

## Čas predsedovanju SSD
Peter Klinar je bil predsednik Slovenskega sociološkega društva v letih 1980-83. Slovensko sociološko društvo je organizacijsko okrepil, predvsem s pomočjo strokovnih sekcij in regionalnih društev. V obdobju njegovega predsedovanja društvu je organiziral sociološka strokovna srečanja, ki so prav po njegovi zaslugi postala tradicionalna. V okviru teh srečanj je uredil tri zbornike. Upravni odbor društva mu je za zasluge pri delovanju društva podelil naziv častnega člana Slovenskega sociološkega društva.